# دان آدامز
دان آدامز (انگلیسی: Don Adams (footballer)؛ ۱۵ فوریهٔ ۱۹۳۱ – ۱۹۹۴ (۶۲−۶۳ سال)) یک بازیکن فوتبال بود.
از باشگاه‌هایی که در آن بازی کرده‌است می‌توان به باشگاه فوتبال بدفورد تاون اشاره کرد.